# محمد عز الدين (الداعي)
سيدنا محمد عز الدين بن سيدي جيفانجي (تُوفي في 19 رمضان المعظم 1236 هـ/1821 م، في سورات، بالهند ) كان الداعي المطلق الرابع والأربعين لطائفة البهرة الداوودية. خلف الداعي الثالث والأربعين سيدنا عبدي علي سيف الدين، في المنصب الديني وهو في التاسعة والعشرين من عمره. وُلد عام 1788 م. فترة دعوته كانت 1232 – 1236 هـ / 1817 – 1821 م، وكانت سورات بالهند هي مقر دعوته. إن المأذون هو سيدي الشيخ آدم صفي الدين، أما المكاسر فهو طيب زين الدين

## العائلة
كان والده السيد جيفانجي بن الشيخ داود بهاي، ووالدته السيدة بوجي باي صاحبة بنت ملا أحمد جي. وكان شقيق الداعي الذي خلفه، طيب زين الدين. وكان والد السيدة بوجي باي صاحبة حفيد السيد عبد القادر حكيم الدين، بينما كانت والدتها آمنة باي صاحبة حفيدة السيد حسن جي بادشاه، سليلة السيد فخر الدين شهيد.

## الدعوة المطلقة
أصبح سيدنا محمد عز الدين الداعي المطلق عام 1232 هـ / 1817 م عن عمر يناهز 29 عامًا. كانت فترة دعوته 1232-1236 هـ / 1817-1821 م.

## الوفاة

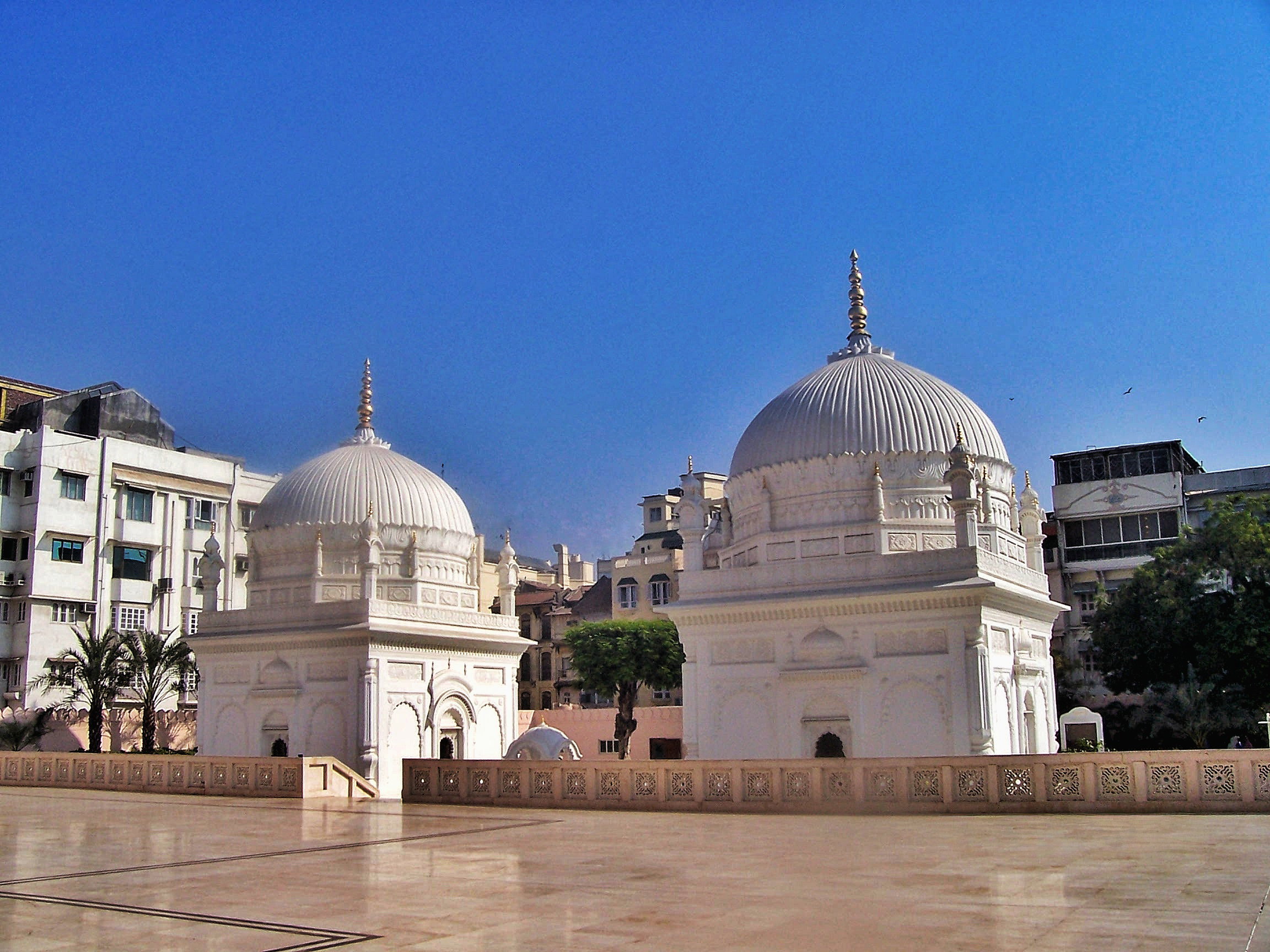
موقع دفن محمد عز الدين

عانى سيدنا محمد عز الدين من ألم حاد في البطن، مما أثر عليه بشكل كبير. وتُوفي عن عمر يناهز 33 عامًا.

## قراءة إضافية
- الإسماعيلية تاريخها وعقيدتها تأليف فرهاد دفتري (فصل -الإسماعيلية المستعلية-ص 113). 300-310)

| ألقاب شيعيَّة                                                            | ألقاب شيعيَّة                                                  | ألقاب شيعيَّة        |
| ---------------------------------------------------------------------- | ------------------------------------------------------------ | ------------------ |
| محمد عز الدين (الداعي) الداعي المطلقولد: 1788 م توفي: 19 حزيران 1821 م |                                                              |                    |
| سبقه عبدي علي سيف الدين                                                | الداعي المطلق الرابع والأربعون (44) 1232–1236 هـ/1817–1821 م | تبعه طيب زين الدين |